# Osip Michajłow
Osip Wiktorowicz Michajłow (ros. Осип Викторович Михайлов; ur. 4 stycznia 1984) – rosyjski zapaśnik walczący w stylu wolnym. Pierwszy w Pucharze Świata w drużynie w 2008 roku.
Wicemistrz Rosji w 2006 roku.